# Целинный (Искитимский район)
Целинный — посёлок в Искитимском районе Новосибирской области. Входит в состав Гилёвского сельсовета.

## География
Площадь посёлка — 34 гектара

## Население
| 2002 | 2007 | 2010 |
| ---- | ---- | ---- |
| 188  | ↗210 | ↘146 |

## Инфраструктура
В посёлке по данным на 2007 год функционируют 1 учреждение здравоохранения и 1 учреждение образования.